# Ameriyeh, Idlib
Ameriyeh, Idlib (tiếng Ả Rập: العامرية) là một ngôi làng Syria nằm ở Hish Nahiyah ở huyện Maarrat al-Nu'man, Idlib. Theo Cục Thống kê Trung ương Syria (CBS), Ameriyeh, Idlib có dân số 1027 trong cuộc điều tra dân số năm 2004.